# Johann Martin Kraemer
Johann Martin Kraemer (* 21. November 1713 in Edelstetten; † 5. März 1782) war ein deutscher Baumeister und Architekt des Barock.

## Leben und Werk
Johann Martin Kraemer, der Sohn des Barockbaumeisters Simpert Kraemer, erlernte wie der Vater das Maurerhandwerk und arbeitete bei vielen Aufträgen bis zu dessen Tod im Jahr 1753 mit diesem zusammen. Deshalb sind seine Bauwerke von denen des Vaters oftmals kaum zu unterscheiden. Im Alter von 20 Jahren übernahm er das Anwesen der Eltern in Pacht. Im selben Jahr – 1733 – heiratete er Maria Anna Rebay. Diese stammt aus einer Kaufmannsfamilie, die in Schwaben ansässig wurde und ursprünglich aus Como kam.
Der erste Auftrag für einen Kirchenneubau, den er erhielt, war im Jahr 1740 die Pfarrkirche St. Martin in Deubach nordöstlich von Ichenhausen. Die Straße, an der die Kirche liegt, ist nach ihm benannt. 
Der Auftrag für den Neubau des Kirchenschiffs der Stadtpfarrkirche St. Michael in Krumbach in den Jahren 1751/52 war aufgrund der markanten Stellung der Kirche im Ortsbild etwas Besonderes. Den Auftrag für die barocke Umgestaltung und Erhöhung des im 16. Jahrhundert noch in gotischer Form erbauten Turmes erhielt sein Vater Simpert Kraemer. Damit ist dieser Kirchenbau ein Bindeglied zwischen dem Schaffen Simpert Kraemers und Johann Martin Kraemers.
Im Jahr 1752, ein halbes Jahr vor seinem Tod, erhielt Simpert Kraemer den Auftrag für die Prämonstratenser-Reichsabtei Roggenburg eine neue Klosterkirche zu errichten. Nach dem Tod des Vaters führte Johann Martin Kraemer diesen großen Kirchenbau bis zum Jahr 1757 zu Ende.
In der Folgezeit bekam Kraemer hauptsächlich Aufträge von den Klöstern Roggenburg und Ursberg, beispielsweise die Pfarrkirche St. Blasius in Oberwiesenbach (1757/58) oder die Wallfahrtskirche von Attenhausen im Jahr 1759.
Folgende weiteren Kirchenbauten in Mittelschwaben werden Johann Martin Kraemer aufgrund von Baumerkmalen und der Turmgestaltung zugeschrieben, die für Simpert und Johann Martin Kraemer typisch sind: der Turm des Schlosses beziehungsweise der Pfarrkirche von Babenhausen, die Kirche in Ungerhausen bei Memmingen, die Kirche in Meßhofen bei Roggenburg, die Kirche von Ellzee und die Kirche von Oberstotzingen.
Folgende Kirchen wurden von Johann Martin Kraemer umgebaut: die Kirche von Aletshausen (1762), die Wallfahrtskirche Mariä Heimsuchung in Haupeltshofen (1766/67) und vermutlich die Feld- beziehungsweise Friedhofskapelle St. Maria im Westfriedhof in Krumbach (1774);

## Sonstiges
Der im Jahr 1740 geborene älteste Sohn Johann Martin Kraemers, Joachim, wurde, wie der Großvater und der Vater, Maurermeister. Er heiratete nach Donauwörth, wo er ansässig wurde.